# Teresa Zukic
Teresa Zukic (* 5. August 1964 in Slavonski Brod, Kroatien) ist eine deutsche Buchautorin, Diplom-Religionspädagogin und Ordensschwester von der „Kleinen Kommunität der Geschwister Jesu“ im Erzbistum Bamberg.

## Leben und Wirken
Teresa Zukic wuchs in Weinheim auf, wo sie von 1971 bis 1975 die Grundschule besuchte. Danach ging sie von 1975 bis 1980 auf die örtliche Realschule, von wo sie auf ein Wirtschaftsgymnasium wechselte. In ihrer Kind- und Jugendzeit war Zukic Leistungssportlerin und wurde Hessische Meisterin am Schwebebalken sowie Badische Meisterin im Mehrkampf. Sie besuchte ein Sportinternat. Sie wuchs in keinem christlichem Umfeld auf.
1983 ereignete sich eine Kehrtwende in ihrem Leben. Nach eigenen Angaben veränderte ein Ereignis in diesem Jahr ihr Leben radikal, als sie in einer schlaflosen Nacht eine Bibel aufschlug und las. Sie stieß auf Passagen aus der Bergpredigt, die sie nicht mehr losließen. Das habe ihr Leben völlig verändert, sie sei dann Christin geworden und habe sich taufen lassen. Später sagte sie dazu „Dabei habe ich ihn (Gott) nie gesucht. Er hat mich gefunden. (...) Ein Abenteuer des Vertrauens begann. Ein Abenteuer mit der Bibel begann.“ Sie nennt Gott nun ihren Freund. Das brachte ein völlige Neuorientierung ihres Lebens mit sich. Bald gab sie ihre sportlichen Ambitionen auf und eine Neuorientierung begann.
1985 entschied sie sich, Ordensschwester zu werden, und trat bei den Vinzentinerinnen in Fulda ein. Dort wirkte sie in verschiedenen sozialen Einrichtungen: Behinderten- und Altenheime, Krankenhäuser sowie auf einer Sonderschule. Im Jahr 1989 folgte das Studium der Religionspädagogik mit Abschluss als Diplom-Religionspädagogin (FH).
Sie wirkte von 1992 bis 1994 als Gemeindeassistentin in Hofbieber, Volkmarsen und Hanau-Lamboy. Von 1994 bis 2011 war sie in Pegnitz Gemeindereferentin. Im selben Jahr erfolgte am Pfingstfest die Gründung der Kleinen Kommunität der Geschwister Jesu im Erzbistum Bamberg.
Zukic ist Trägerin des Verdienstordens der Bundesrepublik Deutschland und wurde am 5. Juli 2023 mit dem Bayerischen Verdienstorden ausgezeichnet.

## Veröffentlichungen
- Jetzt erst recht ... lebe, lache, liebe!, Brunnen Verlag, Gießen 2022, ISBN 978-3-7655-0764-9
- Lebe, lache, liebe ... und sag den Sorgen Gute Nacht, Brunnen Verlag, 8. Aufl. Gießen 2019, ISBN 978-3-7655-0609-3
- Rose und Wolke: eine Liebesgeschichte, Verlag für Medienpraxis und Kulturarbeit, Ludwigshafen 1990, ISBN 978-3-927126-16-9.
- Die kleine Nonne: ein geistliches Notizbuch, St. Benno Verlag, Leipzig 1997, ISBN 978-3-7462-3318-5.
- Das Skateboard Gottes, Pattloch, Augsburg 1999, ISBN 978-3-629-00843-5.
- Liebe Kirche, hör mal zu!: Liebevolle und manchmal etwas zornige Briefe an den lieben Gott und sein Bodenpersonal, Pattloch, Augsburg 2001, ISBN 978-3-629-01633-1.
- Abenteuerland Kindergottesdienste: erlebnisreich, originell, mitreißend, Don Bosco Verlag, München 2005, ISBN 978-3-7698-1483-5.
- Na toll, lieber Gott!: mein verrücktes Leben (Autobiographie), St. Benno Verlag, Leipzig 2007, ISBN 978-3-7462-3235-5.
- Abenteuer Christsein: 5 Schritte zu einem erfüllten Leben, St. Benno Verlag, Leipzig 2009, ISBN 978-3-7462-2649-1.
- Liebe Kirche...: Erfrischende Briefe an den lieben Gott & sein Bodenpersonal, St. Benno Verlag, Leipzig 2014, ISBN 978-3-7462-3998-9.
- Von der Zärtlichkeit Gottes, Verlag Herder, Freiburg im Breisgau 2016, ISBN 978-3-451-31127-7.
- Zwölfmal Segen für dich. Überrascht von der Freundschaft mit Gott, SCM R. Brockhaus, Witten 2019, ISBN 978-3-417-26883-6.
- Gott ist verrückt nach dir! Meine schönsten Gebete und Segenswünsche, Verlag Herder, Freiburg 2021, ISBN 978-3-451-03290-5.

Musicals
- 1989: Kloster-erleben
- 1992: Ansteckungsgefahr Gott
- 1995: Herz-Los
- 1997: Wir stehn auf Kirche
- 1999: Die Bergpredigt
- 2001: Gottes Menschwerdung
- 2003: Ekklesia
- 2006: Die Bergpredigt II
- 2009: Paulus – eine musikalische Andacht

## Auszeichnungen
- 2004: Kulturpreis für Musik und Gegenwartsliteratur vom Kreistag Bayreuth
- 2013: Verdienstmedaille des Verdienstordens der Bundesrepublik Deutschland